# Knock-Out
Knock-Out is een familiemusical van Tijl Dauwe in samenwerking met Studio 100 en Ketnet. De hoofdrollen worden vertolkt door acteurs uit de televisieserie Campus 12 en door Goele De Raedt als de moeder van Anja.

## Geschiedenis
De musical Knock-Out is de zesde Ketnet Musical. De cast werd na verschillende ronden gekozen. Deze bestaat uit 25 jongeren en 5 volwassenen. Tijdens het televisieluik werden de sprekende rollen gekozen. De muziek van de musical bestaat voor een groot deel uit bestaande Ketnet- en Studio 100-nummers. Deze nummers werden speciaal voor de musical opnieuw gearrangeerd. Daarnaast werden er enkele nieuwe nummers geschreven, waaronder 'Knock-Out' en 'Dit Is De Zomer'.

## Verhaal
Met de hulp van Campus 12 probeert Liam met zijn vrienden de sluiting van zijn boksclub tegen te houden. De eigenares van het pand wil dat de in haar ogen ordinaire boksclub plaats ruimt voor een balletschool, waar haar dochter Anja haar ballettalenten verder kan ontwikkelen. Slagen Liam en Anja erin hun krachten te bundelen, en zorgen ze er samen voor dat de balletschool en de boksclub broederlijk naast elkaar kunnen bestaan?

## Rolverdeling
| Rol                          | Acteur | Understudy        |
| ---------------------------- | --- | ----------------- |
| Noah De Smidt                | Jasper Heyman |                   |
| Sam Hendrickx                | Lennart Lemmens |                   |
| Louise Vincke                | Nina Rey |                   |
| Hanne Dubois                 | Jean Janssens |                   |
| Bo De Smidt                  | Lisa Gerlo |                   |
| Claudette                    | Goele De Raedt | Maja Van Honsté   |
| Anja                         | Britt Bellens | Emilie Elisabeth  |
| Liam                         | Robbe Christiaens | Lars Rogiers      |
| Olli                         | Leonie van Gool | Yoni van Ingelgem |
| Lewis                        | Nicolas Maroul | Amaury de Wilde   |
| Jules                        | Alexander Smeyers | Xan Tonnelier     |
| Adam                         | Jarko Bosmans | Lars Rogiers      |
| Noor                         | Pau Stuyck - de Graef | Liv De Backer     |
| Jade                         | Emilie Elisabeth | Yoni van Ingelgem |
| Zoe                          | Finn Teerlinck |                   |
| Thomas                       | Amaury de Wilde |                   |
| Emma                         | Julie Mortelmans |                   |
| Kimberly                     | Camille Hennes |                   |
| Bokser Boxing Dogs 'De Beer' | Ludwig Hendrickx |                   |
| Ensemble                     | Amaury de Wilde. Camille Hennes, Dieter Geens-Hemeleers, Emilie Elisabeth, Fien Baeck, Finn Teerlinck, Hazal Caglar, Jonathan De Grefte, Julie Mortelmans, Lars Rogiers, Lena Peeters, Liv De Backer, Melanie Amollo, Sepp Mertens, Thomas Baart, Thomas Wouters, Xan Tonnelier, Yoni Van Ingelgem |                   |

## Soundtrack
De muziek uit de musical bestaat voor een groot deel uit bestaande Ketnet- en Studio 100-nummers. Deze nummers werden speciaal voor de musical opnieuw gearrangeerd. Daarnaast werden er ook twee nieuwe nummers geschreven: 'Dit Is De Zomer' en 'Knock-Out'.
| Titel                 | Oorspronkelijke artiest           | Uitvoerder                                 | Opmerkingen |
| --------------------- | --------------------------------- | ------------------------------------------ | --- |
| Ouverture             | -                                 | Cast                                       | |
| Dit is de zomer       | Speciaal geschreven               | Liam en Anja                               | |
| 3, 2, 1, Go!          | Jana (Junior Eurosong 2012)       | Liam, Lewis, Oli, Noor en cast             | |
| Boom Boom Wakka Wakka | Groepslied (Junior Eurosong 2012) | Olli, Lewis , Noor en cast                 | |
| Stoer                 | Mega Mindy                        | Olli en cast                               | |
| Give It All           | Campus 12                         | Campus 12 en cast                          | |
| Verliefd zijn         | K3                                | Campus 12, Liam, Adam, Jules, Anja en cast | |
| Dat was de zomer      | Speciaal geschreven               | Liam en Anja                               | Herhaling van "Dit is de zomer"                                                                                                |
| Stoer (Reprise)       | Mega Mindy                        | Campus 12                                  | |
| Te min voor Anja      | Spring                            | Liam en cast                               | |
| Eén voor allen        | Ghost Rockers                     | Campus 12, Adam, Noor, Lewis en cast       | |
| Repeteren             | Samson & Gert                     | Claudette, Anja, Jules en cast             | |
| Bouw een brug         | Kadanza                           | Anja en Liam                               | Speciaal geschreven voor de musical Kadanza                                                                                    |
| Knock-Out             | Speciaal geschreven               | Campus 12 en cast                          | De laatste stukjes van de tekst is een balletversie van het nummer 'Knock-Out' en werd enkel en alleen gezongen in de musical. |
| Tureluurs             | Mega Mindy                        | Cast                                       | |
| Campus 12-medley      | Campus 12                         | Campus 12 en cast                          | |
| Liefde Is Overal      | K3                                | Cast                                       | |
| Megamix               | -                                 | Cast                                       | |

## Trivia
- Door de coronapandemie werd besloten de shows te verplaatsen naar 2021. Hierdoor bleef de cast van 2019-2020 bestaan en werden er in 2020 geen nieuwe audities gehouden voor een volgende Ketnet Musical.
- In deze verplaatste voorstellingen speelde Lisa Gerlo mee. Zij nam de plaats in van Jean Janssens. Vanwege de nieuwe speeldata kon Janssens niet meer meespelen.